# 聖路易交響樂團
圣路易斯交響樂團（英語：St. Louis Symphony Orchestra）為美國歷史悠久的管弦樂團之一，地位與美國五大管弦樂團並列。主要的音樂會場地是鮑威爾廳，位於圣路易斯市中心。

## 沿革
成立於1880年，該樂團被認為是美國第二古老的交響樂團，是在在紐約愛樂樂團之後第二個成立的交響樂團。
圣路易斯合唱協會在圣路易斯市中心的蝗蟲和百老匯圣路易斯商業圖書館的禮堂演出 。在1881~1882賽季期間，由一個由31名成員組成的樂團加入了80人的合唱團。
它在1904年的阿爾弗雷德·恩斯特（Alfred Ernst）世界博覽會上的表演基本上仍然是一個合唱組織，當時它擴大到一個200人的合唱團和一個55人的管弦樂隊。在馬克斯·扎克的任期（1907年至1921年），它改名為圣路易斯交響樂團。
圣路易斯交響樂團還參與教育活動，每年在學校等教育場所舉辦350場免費音樂會。與25個當地的非洲裔美國人教會合作，並與合唱團和會眾合作。

### 歷任音樂總監
| - 1880年–1894年：Joseph Otten - 1894年–1907年：Alfred Ernst - 1907年–1921年：Max Zach - 1921年–1927年：Rudolph Ganz - 1931年–1958年：Vladimir Golschmann - 1958年–1962年：Edouard van Remoortel - 1963年–1968年：Eleazar de Carvalho | - 1968年–1975年：瓦爾特·薩斯坎德 - 1975年–1979年：Jerzy Semkow - 1979年–1996年：倫納德·史拉特金（Leonard Slatkin） - 1996年–2002年：Hans Vonk - 2005年–2018年：大衛·羅伯森 - 2019年9月起：史蒂凡·德內夫 |

現任音樂總監是史蒂凡·德內夫，伊扎克·帕尔曼擔任音樂顧問。